# حسن الدجاني
حسن الدجاني (1890– 1938) هو صحفي وسياسي من القدس، وفيها تلقى تعليمه حتى أتم دراسة الحقوق، وزاول التعليم في مدارسها، ونشط في الحركة السياسية والأدبية، وحصل على شهادة الحقوق من جامعة "كمبريدج البريطانية، ثم عاد إلى القدس فعمل في التدريس.

## خبراته العملية
أصدر حسن صدقي جريدة القدس الشريف عام 1920، وأنشىء جريدة جيروزالم غازيت باللغة الإنجليزية والتي صدر العدد الأول منها يوم 21 حزيران 1920، عبر فيها عن مواقفه ضد وعد بلفور. أتقن الدجاني عدة لغات وأنشأ المنتدى الأدبي الذي أغلقه البريطانيون فيما بعد، إضافة لكونه من رواد الترجمة في فلسطين.
ترجم رواية حذار للروائي التركي نامق كمال، ثم ترجم بعد ذلك كتاب "القانون الدولي والمللي الخاص في فلسطين". ساعد على إنشاء الأحزاب السياسية المعتدلة في العشرينات، كما اشترك في المؤتمرات الفلسطينية التي عقدت بين عامي (1921- 1928). عمل مستشاراً للإتحاد الفلسطيني للسائقين، وقام على تنظيم إضراب السيارات سنة 1936 في مطلع الثورة الفلسطينية الكبرى.

## وفاته
عثر على جثته ملقاة قرب رام الله صباح يوم 12 تشرين الأول 1938 مقيدة الأيدي ومصابة بالرصاص، كان يومها عائداً من اجتماع سري مع جماعة من فصائل الثورة عقد في بيتونيا، الأمر الذي أثار كثيراً من الشكوك والاحتجاجات على عمليات الإغتيال التي تزايدت في ذلك العام.

## مؤلفاته
- تفصيل ظلامة فلسطين (1926)
- وفي سبيل الإسلام والعرب (1932)
- والقانون الدولي والملكي الخاص في فلسطين والشرق الأدنى[2]